# Березень 2008
Березень 2008 — третій місяць 2008 року, що розпочався у суботу 1 березня та закінчився у понеділок 31 березня.

## Події
- 1 березня — початок Андської дипломатичної кризи.
- 2 березня — на президентських виборах у Росії перемогу здобув протеже Володимира Путіна Дмитро Медведєв.
- 11 березня — старт місії STS-123 космічного корабля «Індевор».
- 13 березня — відкриття Чемпіонату Європи з водних видів спорту.
- 22 березня — президентські вибори на Тайвані. Переміг 57-річний Ма Інцзю.
- 25—26 березня — військова операція на острові Ндзуані.
- 27 березня — 16-та церемонія нагородження премії «Київська пектораль».
- 30 березня — 9 нових країн Шенгенської зони (Угорщина, Словенія, Словаччина, Чехія, Польща, Мальта, Латвія, Литва, Естонія) остаточно вступили в безвізовий простір, скасувавши прикордонний контроль в аеропортах.